# Милковиця
Ми́лковиця (болг. Милковица) — село в Плевенській області Болгарії. Входить до складу общини Гулянці.

## Населення
За даними перепису населення 2011 року у селі проживали 1747 осіб.
Національний склад населення села:
| Національність   | Кількість осіб | Відсоток |
| ---------------- | -------------- | -------- |
| болгари          | 1715           | 99,5%    |
| інша             | 7              | 0,4%     |
| Всього відповіли | 1724           |          |

Розподіл населення за віком у 2011 році:
Динаміка населення: